# Rafael Orozco Maestre
Rafael José Orozco Maestre (24 tháng 3 năm 1954 – 11 tháng 6 năm 1992) là một ca sĩ người Colombia. Cùng với những người chơi đàn accordion khác, Orozco là một nhóm ballenato rất nổi tiếng ở Colombia, Mexico và Venezuela, và cùng với Israel Romero, là một trong những đại diện và ca sĩ hàng đầu của nền âm nhạc đại chúng Colombia.
Orozco đã bị giết bởi một tay súng ngay trước cửa nhà của mình trong bữa tiệc sinh nhật lần thứ 15 của một trong ba cô con gái của ông.

## Danh sách album
- 1975：Adelante
- 1975：Con emoción

- 1977 - Binomio de oro
- 1977 - Por lo alto
- 1978 - Enamorado como siempre
- 1978 - Los Elegidos
- 1979 - Súper vallenato
- 1980 - Clase aparte
- 1980 - De caché
- 1981 - 5 años de oro
- 1982 - Festival vallenato
- 1982 - Fuera de serie
- 1983 - Mucha calidad
- 1984 - Somos vallenato
- 1985 - Superior
- 1986 - Binomio de oro
- 1987 - En concierto
- 1988 - Internacional
- 1989 - De Exportación
- 1990 - De fiesta con binomio de oro
- 1991 - De américa
- 1991 - Por siempre